# Giovanni Tornabuoni

Stemma dei Tornabuoni

Giovanni Battista Tornabuoni (Firenze, 22 dicembre 1428 – Firenze, 17 aprile 1497) è stato un banchiere e mecenate italiano.

## Biografia
Uomo di fiducia di casa Medici (figlio di Francesco, fratello di Lucrezia, quindi zio di Lorenzo il Magnifico), fu per loro direttore della filiale romana come tesoriere di papa Sisto IV.
Fu inoltre ambasciatore per Firenze presso il papa (nel 1460, 1480 e 1484) e Gonfaloniere di Giustizia nel 1482. La sua attività diplomatica presso la corte pontificia comincia con un incarico piuttosto delicato e importante: nel 1460 la Repubblica fiorentina lo incarica di sostenere la causa a sostegno dell'esenzione dell'abate e del comune di Sansepolcro, che rivendicano l'esenzione dalla giurisdizione del vescovo di Città di Castello. Sposò Francesca Pitti, figlia del ricchissimo Luca Pitti che diede il nome al famoso palazzo fiorentino, restando vedovo nel 1477. La pena per la prematura perdita della moglie, durante un parto, è tramandata da una lettera che inviò al nipote Lorenzo il Magnifico da Roma: "Carissimo mio Lorenzo, [...] sono stato oppresso da passione e dolore per l'acerbissimo e inopinato caso della mia dolcissima sposa che io medesimo non so dove mi sia. La quale, come avrà inteso ieri, come piacque a Dio, a ore XXII sopraparto, passò di questa presente vita e la creatura sperata da lei, gli cavammo di corpo morta, che m'è stato ancora doppio dolore." Per lei fece costruire una cappella funebre in Santa Maria sopra Minerva, con affreschi perduti di Domenico Ghirlandaio e sculture di Andrea del Verrocchio, di cui resta forse una lastra al Museo del Bargello. 
Quando si trovava a Roma ospitò la sorella Lucrezia in cerca di una moglie di lignaggio per il figlio Lorenzo, che individuò in Clarice Orsini, la nobile romana che portò la prima parentela nobile in Casa Medici.
Nel 1485 firmò il contratto con Domenico Ghirlandaio per la commissione di un grandioso ciclo di affreschi nella cappella maggiore di Santa Maria Novella, che venne poi chiamata Cappella Tornabuoni. In questo ciclo, che è il più vasto di Firenze, fece ritrarre numerosi membri della sua famiglia e della migliore società fiorentina. Lui e sua moglie Francesca Pitti (sposata nel 1466 dalla quale ebbe due figli) sono ritratti inginocchiato in basso sulla parete di fondo, nella posizione tipica dei committenti. Nel 1481 il Ghirlandaio lo aveva ritratto anche assieme ad altri illustri fiorentini contemporanei nella scena della  Vocazione dei primi apostoli nella Cappella Sistina.
Suo rivale fu Francesco Sassetti, altrettanto fidato uomo vicino ai Medici, al quale subentrò nella direzione del Banco dei Medici nel 1484. Morì il 17 aprile 1497.

## Discendenza
Sposò nel 1467 Francesca di Luca Pitti (?-di parto, Roma 23 settembre 1477) ed ebbero tre figli:
- Lorenzo (1468-1497), padre di Leonardo Tornabuoni, funzionario nella curia di papa Leone X e quindi vescovo di Sansepolcro
- Ludovica (1º ottobre 1476[2]-?), sposò nell'aprile 1491 Alessandro di Lutozzo Nasi[3]
- n.n. (nato morto il 23 settembre 1477)

Ebbe inoltre un figlio illegittimo:
- Giovanni (Antonio), politico